# Damià Seguí Colom
Damià Seguí Colom (Sóller, 1935 - Palma, 3 de gener de 2019) fou un empresari esportiu mallorquí.
A desset anys s'inicia en el negoci d'exportació de fruites fundat pel seu avi a França, i després emprèn diversos negocis a Algèria, com el transport pel desert de maquinària i altres subministraments les companyies petrolieres, fins al 1962, en què torna a Mallorca. El 1963, a la possessió de Son Amar, posa en marxa una nova fórmula a les Illes Balears, la graella. Posteriorment, i a la mateixa possessió, combina restaurant i espectacle, amb una cabuda per a més de 1.500 persones. Ha estat també l'empresari que posà en marxa els restaurants-espectacle Es Fogueró i Son Sunyer. Un altre dels projectes que posà em marxa va ser la granja d'Esporles.
El 1973 creà el Club Voleibol Son Amar, del qual va ser president entre 1973 i 1987. Durant 10 anys va ser membre de la Confederació Europea de Voleibol a la secció de promoció de voleibol per a tots els països d'Europa. De 2003 fins a 2006, fou el patrocinador del Club Voleibol Pòrtol, reanomenat CV Son Amar per raons d'espònsor. El primer CV Son Amar, el club aconseguí set títols de campió de la Lliga Espanyola, sis campionats de la Copa del Rei, participà a sis finals europees i quedà cinquè classificat a la Copa del Món de Brasil de Clubs; amb el segon CV Son Amar, aconseguí un títol de lliga dels tres amb què compta el club. El 2014 emprengué un nou projecte esportiu al CV Palma que culminà amb un nou títol de lliga el 2017, la temporada després de l'ascens.
Entre altres distincions, ha rebut el Siurell de Plata d'Última Hora el 1981. El 1999 rebé la medalla d'or del Foment de Turisme de Mallorca, i l'any 2007 ha rebut el premi de l'Associació Foro 50 per la seva trajectòria professional en el camp del turisme. El 2007 va rebre el Premi Ramon Llull.